# Foc follet (drama)
Foc follet és una drama en quatre actes, original d'Ignasi Iglesias, estrenada al teatre Romea, la nit del 7 de març de 1899. L'acció passa a Barcelona.

## Repartiment de l'estrena
- Senyora Balbina (60 anys): Carlota de Mena
- Sabina (40 anys): Concepció Palà
- Maria (26 anys): Adela Clemente
- Senyora Anneta (55 anys): Maria Morera
- Martí (28 anys): Enric Borràs
- Pepet (25 anys): Enric Giménez
- Contreres (45 anys): Vicenç Barceló
- Jaumet (5 anys): Conrad Guillemany
- Director artístic: Enric Borràs

## Edicions
- Primera edició: Tipografia l'Avenç 1899. Edicions Obres completes d'Ignasi Iglesias. Caterzè volum. L'escorçó. Foc follet. Lladres. Pròleg de Lluís Capdevila amb el títol: Exemplaritat de l'obra d'Ignasi Iglesias. Edicions Mentora. Editorial Juventud, S.A. Barcelona, abril 1935.